# Byszówka
Byszówka – wieś w Polsce położona w województwie świętokrzyskim, w powiecie sandomierskim, w gminie Klimontów.
W latach 1975–1998 miejscowość administracyjnie należała do województwa tarnobrzeskiego.

## Historia
Według spisu powszechnego z roku 1921 kolonia Byszówka posiadała 13 domów, 73 mieszkańców